# Орешков, Сергей Николаевич
Серге́й Никола́евич Оре́шков (20 июня 1916, деревня Чуприно, Сокольский район, Вологодская область — 16 августа 1943, посёлок Васищево, Харьковский район, Харьковская область) — командир взвода 124-го гвардейского стрелкового полка 41-й гвардейской стрелковой дивизии 57-й армии Степного фронта, гвардии младший лейтенант, Герой Советского Союза (1943).

## Биография
Учился в школе ФЗУ (позже ГПТУ № 9, ныне техникум водных магистралей) в городе Архангельске. Работал слесарем в Вологде. В 1935 году по комсомольской путёвке прибыл на вновь построенный паровозоремонтный завод в городе Улан-Удэ Бурят-Монгольской АССР. Работал слесарем в паровозосборочном цехе. В августе 1942 года был призван в Красную Армию. Окончил Забайкальское военно-пехотное училище в Нижней Берёзовке (Улан-Удэ).
В действующей армии с апреля 1943 года. 16 августа 1943 года в бою за посёлок Васищево командир взвода гвардии младший лейтенант С. Н. Орешков в критическую минуту боя, когда огонь из вражеского дзота прижал бойцов к земле, бросился к огневой точке противника и своим телом закрыл амбразуру. Ценою жизни способствовал выполнению взводом боевой задачи.

Вперед вырвалась рота, которой командовал гвардии младший лейтенант Сергей Николаевич Орешков (он являлся командиром взвода, но заменял выбывшего ротного). Казалось, ещё усилие — и рота будет на высоте. А это означало бы большой успех. Но, как нередко случалось в боях, произошло неожиданное. С высоты из дзота ударил пулемёт. Орешков видел, как негустая цепь атакующих гвардейцев сразу изломалась, на фланге солдаты залегли. А пулемёт все бил и бил длинными очередями. Рота несла потери: ни подняться нельзя, ни отойти. А артиллеристы ещё не подоспели, из-за кустарника они не видели дзота. Орешков взял гранату и рванулся вперед. По ногам что-то резко ударило, и он упал. Лейтенант попытался подняться, но почувствовал сильную боль в обеих ногах выше колен и понял, что ранен. Осмотрелся вокруг. Оказалось, что он ближе всех к вражескому дзоту. Гвардейцы видели, как их командир коммунист Орешков приподнялся, покачиваясь, сделал несколько шагов вперед, потом взмахнул рукой, и у амбразуры дзота разорвалась граната. Вражеский пулемёт умолк. Бойцы воспользовались этим моментом и рванулись вперед. По ним снова ударил фашистский пулемёт. Сергей Орешков находился уже совсем рядом с дзотом. Но у него не осталось гранат, очевидно, не осталось и сил подняться — ранение оказалось тяжелым. Собрав последние силы, он подполз к амбразуре дзота, приподнялся на руках и навалился на неё грудью. Фашистский пулемёт умолк…— А. А. Ярошенко
Звание Героя Советского Союза Сергею Николаевичу Орешкову присвоено 20 декабря 1943 года посмертно.

## Награды
- Медаль «Золотая Звезда» Героя Советского Союза (20.12.1943)[1].
- Орден Ленина (20.12.1943).

## Память
- Навечно зачислен в списки воинской части.
- Бюст Героя установлен в цехе локомотивовагоноремонтного завода в городе Улан-Удэ.
- Также в Улан-Удэ его именем названы парк, где в 1967 году установлен его бюст (архитектор В. Смирнов, скульптор — М. А. Интизарьян), и микрорайон в Железнодорожном районе города.
- Имя Героя носит Архангельский техникум водных магистралей (бывшее ГПТУ № 9).
- В городе Кадников Вологодской области установлена мемориальная доска.
- Именем Сергея Орешкова назван переулок в городе Донецк, там же в МОУ СФМШ № 17 Донецка расположен музей им. С. Н. Орешкова (Украина).
- Памятник Героям Советского Союза С. Н. Орешкову и Н. В. Мамонову установлен в городе Сокол Вологодской области[5].
- Также в городе Сокол в честь С. Н. Орешкова названа улица.
- Братская могила 2822-х советских воинов в посёлке Васищево Харьковской области Украины, среди которых похоронен С. Н. Орешков.
- В честь С. Н. Орешкова названа центральная улица посёлка Васищево и средняя школа посёлка.

Памятник Героям Советского Союза Н. В. Мамонову и С. Н. Орешкову в городе Сокол
Барельеф С. Н. Орешкова на памятнике в городе Сокол
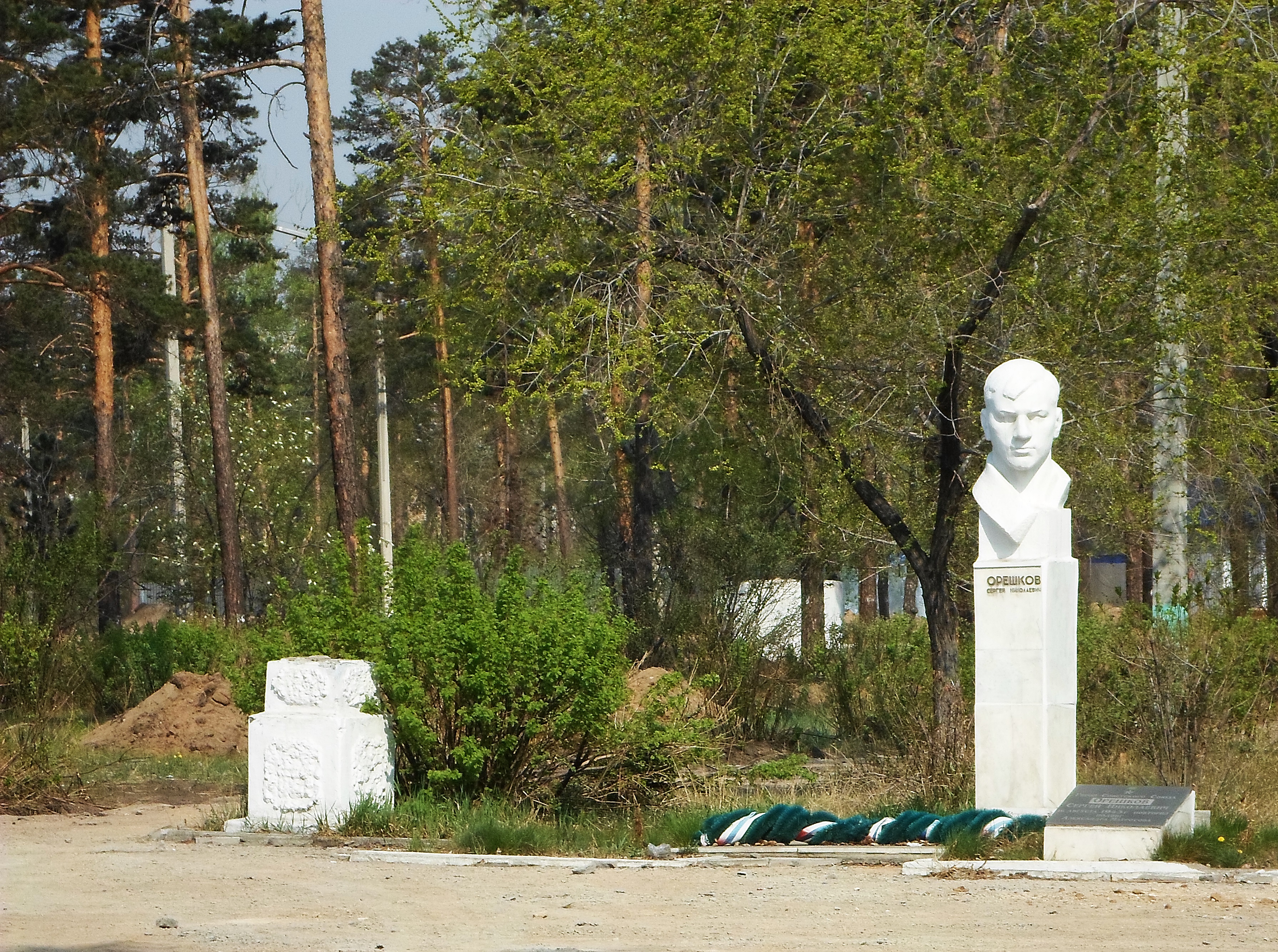
Бюст С. Н. Орешкова в парке его имени в Улан-Удэ